# Alfredo Panzini
Alfredo Panzini (Senigallia, 31 dicembre 1863 – Roma, 10 aprile 1939) è stato uno scrittore, critico letterario e lessicografo italiano.

## Biografia

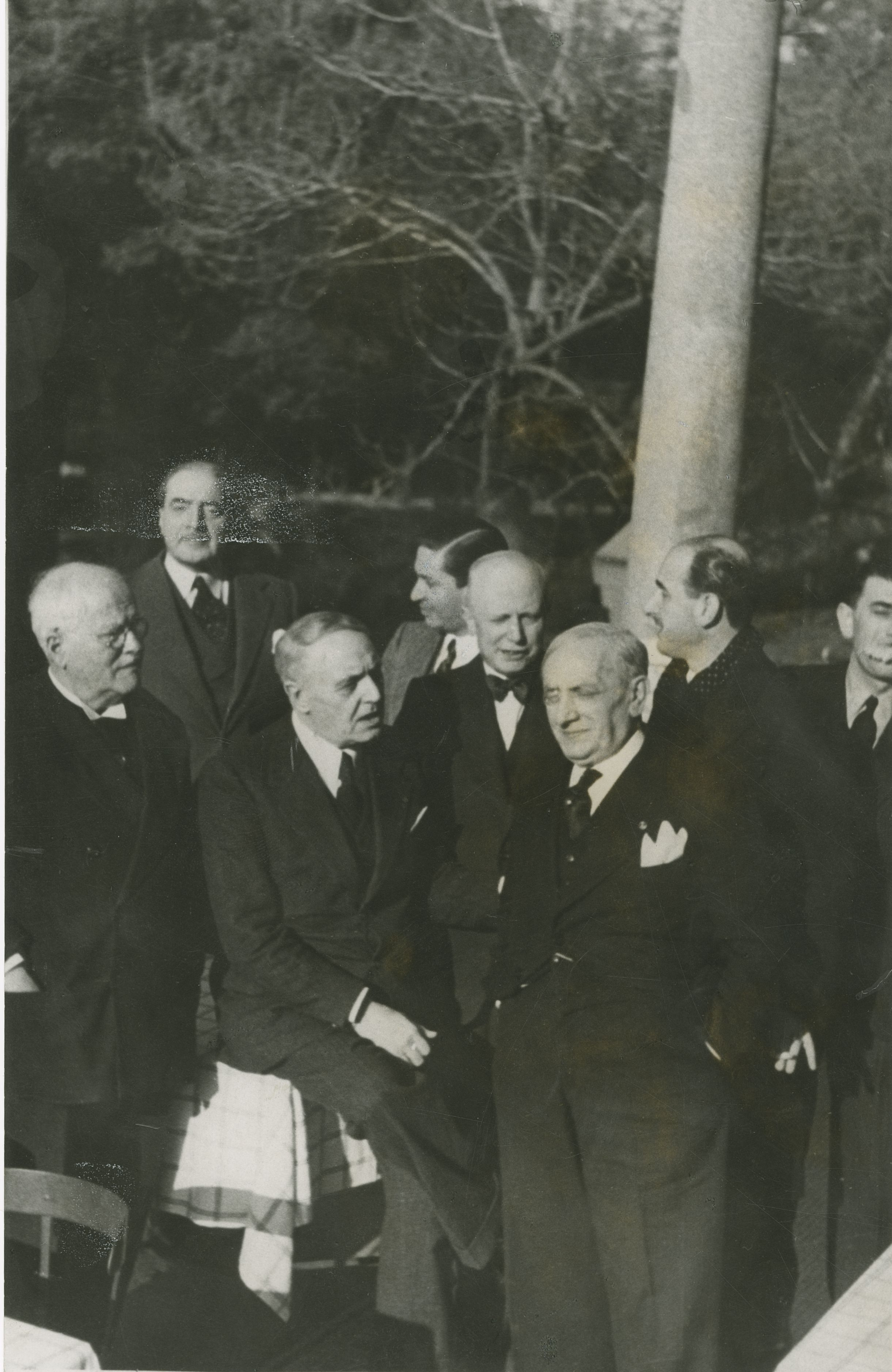
Foto di un gruppo di scrittori italiani nel 1930: Alfredo Panzini (il primo a sinistra), Trilussa, Guido Milanesi, Alessandro Varaldo e Lucio D'Ambra.

Nato da padre romagnolo, medico condotto a Rimini, e madre marchigiana, trascorse buona parte della sua giovinezza a Rimini, per frequentare poi l'allora Convitto Nazionale Foscarini (oggi Liceo), a Venezia. Si laureò in Lettere a Bologna, avendo come maestri Giosuè Carducci e Francesco Acri. 
Lessicografo, fu tra i compilatori del noto Dizionario Moderno, edito da Hoepli nel 1905. Panzini raccolse una vastissima e significativa messe di neologismi scientifici, giornalistici e di costume.
Nel 1925 fu tra i firmatari del Manifesto degli intellettuali fascisti, redatto da Giovanni Gentile. 
Fu per quarant'anni professore del Liceo ginnasio statale Terenzio Mamiani di Roma e nel 1929 divenne accademico d'Italia.
Morì a Roma nell'aprile 1939 e fu sepolto, secondo il suo desiderio, a Canonica di Santarcangelo, in Romagna.
Era solito passare il periodo estivo nella sua «Casa Rossa» di Bellaria-Igea Marina, località balneare della Riviera romagnola, recuperata come casa museo dopo un periodo di abbandono.

## Intitolazioni
Per ricordare lo scrittore, il comune romagnolo gli ha intitolato la scuola media comunale, una delle vie principali nonché la Biblioteca sede dell'Archivio Panzini.

## Opere

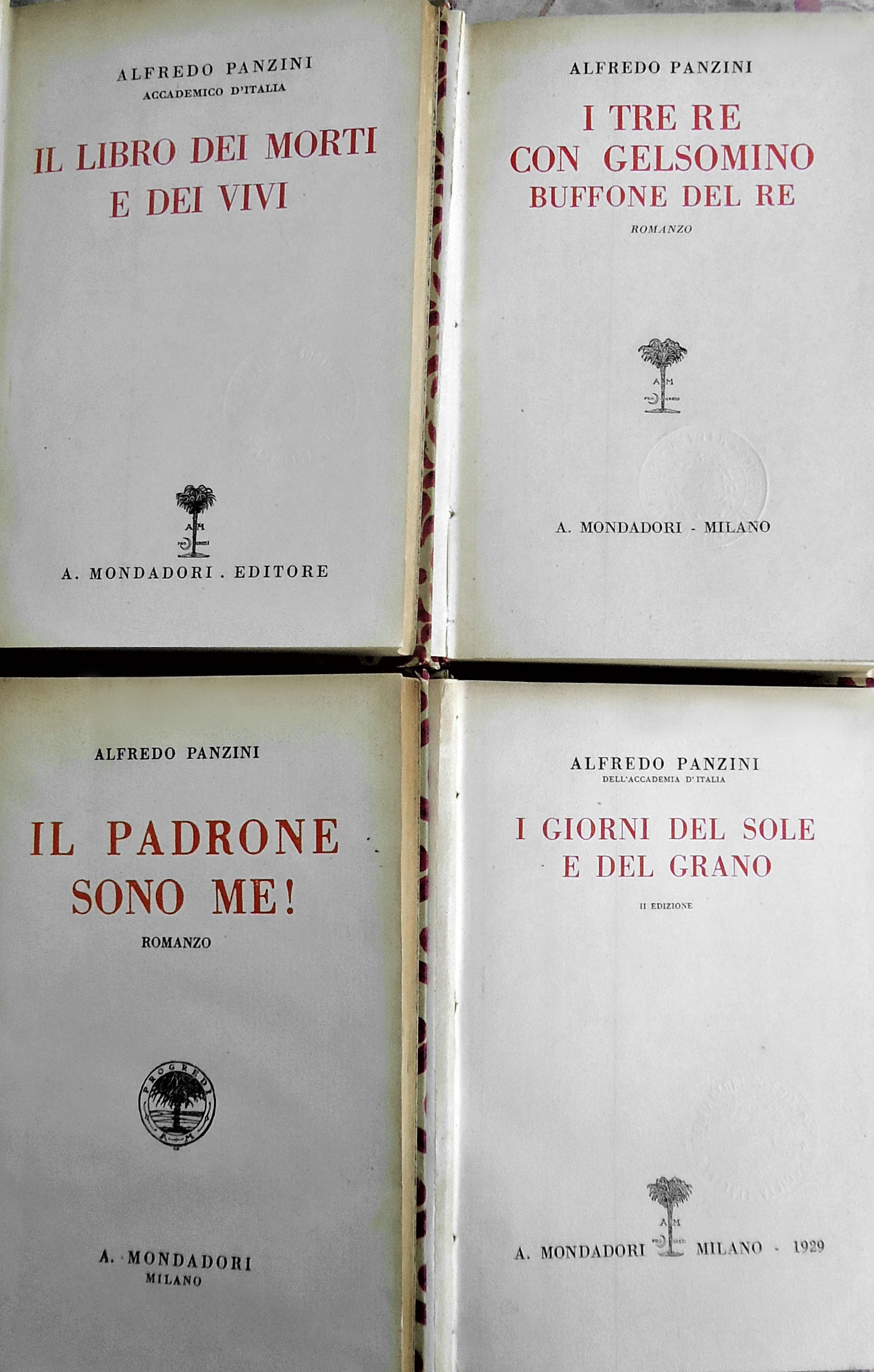
Titoli di opere famose di Alfredo Panzini.

### Narrativa
- Il libro dei morti, Milano, 1893 ( Leggi su Wikisource)
- Piccole storie del mondo grande, Milano, 1901 ( Leggi su Wikisource, edizione del 1920)
- Lepida et trìstia, Milano, 1901 ( Leggi su Wikisource, edizione del 1902)
- Figurine del mondo vecchio e del secolo nuovo, Milano, ;
- Dove passa la storia, Milano, ;
- La lanterna di Diogene, Milano, Treves, 1907 ( Leggi su Wikisource)
- Le fiabe della virtù, Milano, 1911;
- Che cos'è l'amore, Milano, Società Editrice Italiana, 1912;
- Santippe, Roma, 1913 ( Leggi su Wikisource, edizione del 1914)
- La Madonna di Mamà, Milano, Treves, 1916 ( Leggi su Wikisource)
- Novelle d'ambo i sessi, Milano, 1919 ( Leggi su Wikisource, edizione del 1920)
- Viaggio di un povero letterato, Milano, 1919 ( Leggi su Wikisource, edizione del 1920)
- Io cerco moglie!, Milano, 1920 ( Leggi su Wikisource)
- Il diavolo nella mia libreria, Milano, 1920 ( Leggi su Wikisource, edizione del 1921)
- Signorine,  Milano, 1921 ( Leggi su Wikisource)
- Il mondo è rotondo, Milano, 1920 ( Leggi su Wikisource)
- II padrone sono me!, Milano, 1922;
- Diario sentimentale della guerra 1914-1918, Milano, 1923 ( Leggi su Wikisource)
- La vera istoria dei tre colori, Milano, 1924;
- La pulcella senza pulcellaggio, Milano, 1929;
- l giorni del sole e del grano, Milano, 1929;
- Il libro dei morti e dei vivi, Milano, 1930;
- La sventurata Irminda, Milano, 1932;
- Rose d'ogni mese , Milano, 1933;
- Pagine dell'alba, Milano, 1935;
- Viaggio con la giovane ebrea, Milano, 1935;
- Il bacio di Lesbia, Milano, 1937 ( Leggi su Wikisource, edizione del 1949)
- La valigetta misteriosa e altri racconti, Milano, 1942 (postumo)
- La cicuta, i gigli e le rose, Milano, 1950 (postumo);
- Scritti scelti, Milano, Mondadori, 1958;
- Opere scelte, a cura di G. Bellonci, Milano, 1970.

### Saggi letterari
- L'evoluzione di Giosuè Carducci
- La bella storia di Orlando innamorato e poi furioso
- Sigismondo Malatesta

### Saggi storici
- Il conte di Cavour
- Il 1859. Da Plombières a Villafranca, Milano 1909

### Linguistica
- Dizionario moderno. Supplemento ai Dizionari italiani, 1905 (edizioni successive: 1908, 1918, 1923, 1927, 1931, 1935; ristampe: 1942, 1950, 1963)
- Guida alla grammatica italiana.

### Cinema e televisione
Alfredo Panzini curò la sceneggiatura del film Gli ultimi giorni di Pompei. Dal suo romanzo Il padrone sono me! Franco Brusati ha tratto il film omonimo.

### Traduzioni
- Esiodo, Le opere e i giorni, Milano, Treves, 1928.
- Henri Murger, Vita di Bohème, Milano, Mondadori, 1930.